# 金龜子科
金龜子科（学名：Scarabaeidae）又名金龟科，是鞘翅目下的一科昆虫。全世界有超過30,000種。可以在除了南極洲以外的大陸發現。不同的種類生活於不同的環境，如沙漠、農地、森林和草地等。
種類繁多，像是常見的台灣青銅金龜、廣為人知的獨角仙和台灣最大的甲蟲台灣長臂金龜也都屬於金龜子科的家族成員。
金龜子的觸角呈鰓葉狀，鎚節的部份常呈多分叉狀。成蟲食性各異，有的以植物各部分（根、莖、葉、花、果实、种子）或汁液為食，有的以腐敗有機物為食，也有以糞便為食。

## 文化
古埃及人將糞金龜（推糞蟲、屎壳郎）視為生命永恆的象徵，因為其推動糞球有如太陽東昇西落運轉一般，象徵埃及太陽神拉。

## 經濟重要性
許多種類會對經濟植物造成危害。如在北美危害花卉、果樹、農作物的日本豆金龜（Popillia japonica）。
糞金龜能分解動物的糞便，因此在非洲和澳洲的生態上扮演重要的角色。

## 圖集

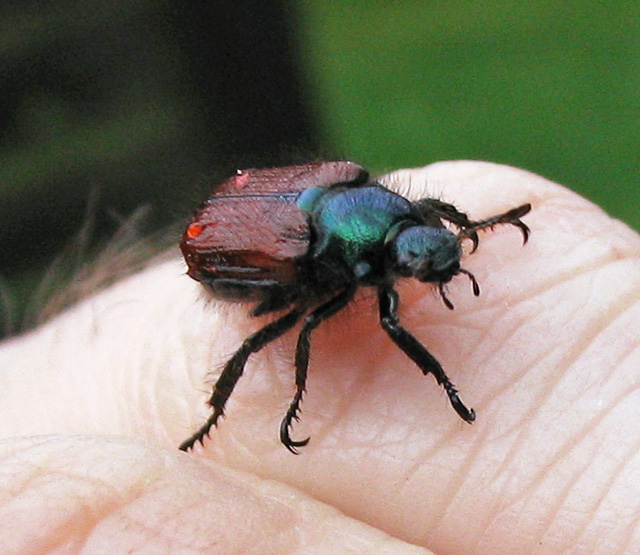
一種豆金龜 Phyllopertha horticola
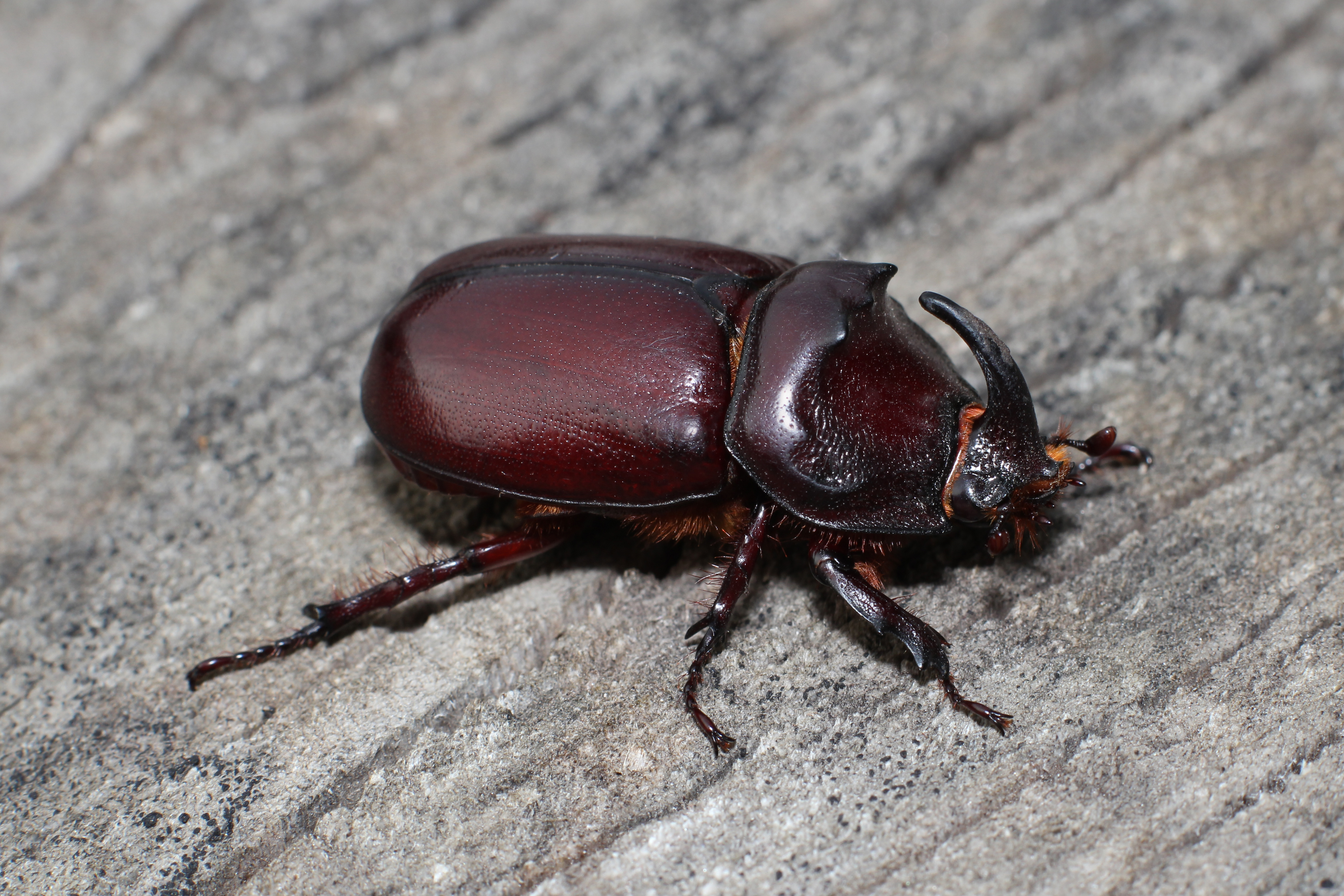
犀角金龜 Oryctes nasicornis
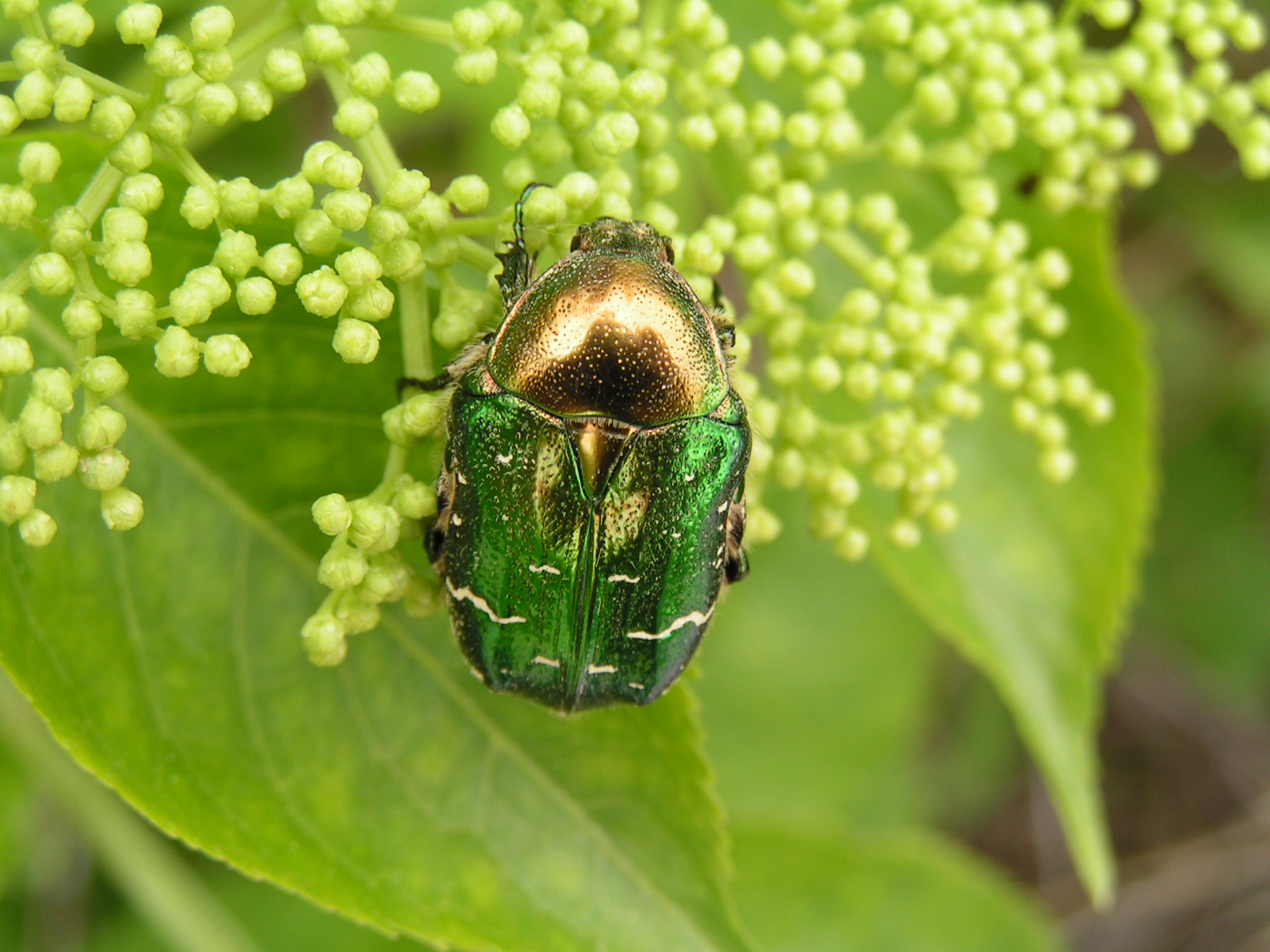
金花金龜 Cetonia aurata
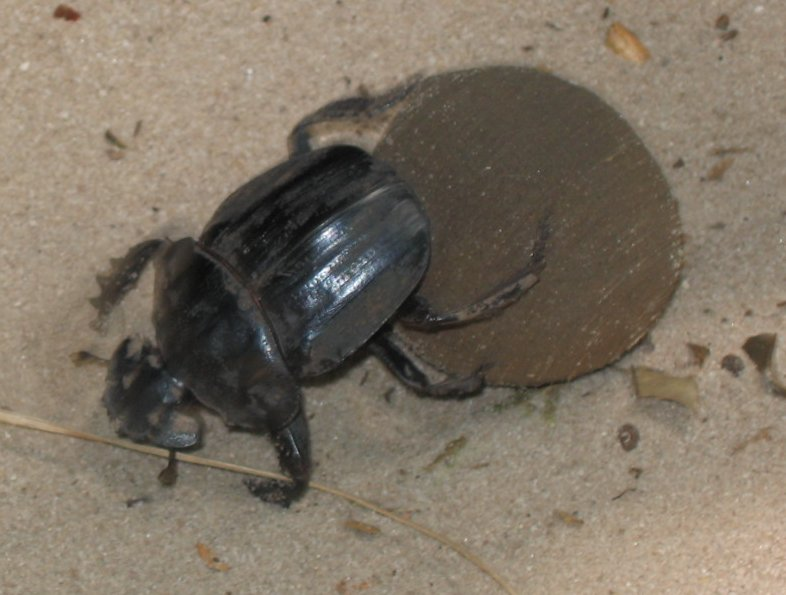
糞金龜的一種（南非）
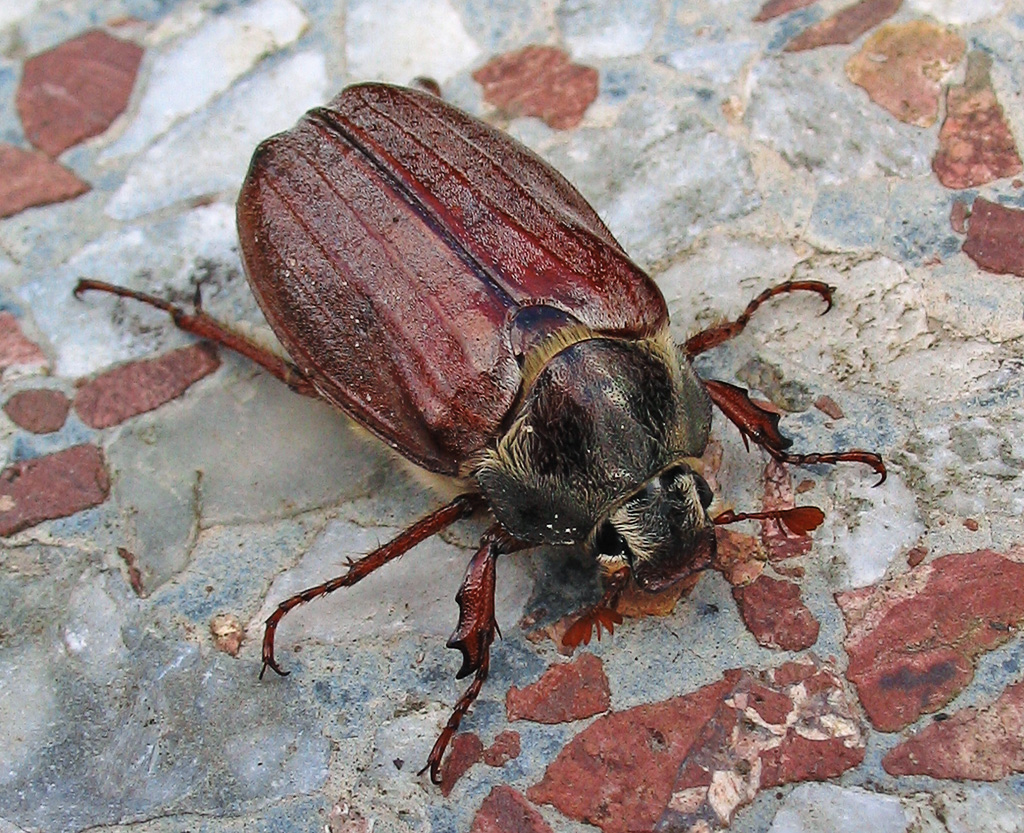
欧洲鳃金龟 Melolontha melolontha
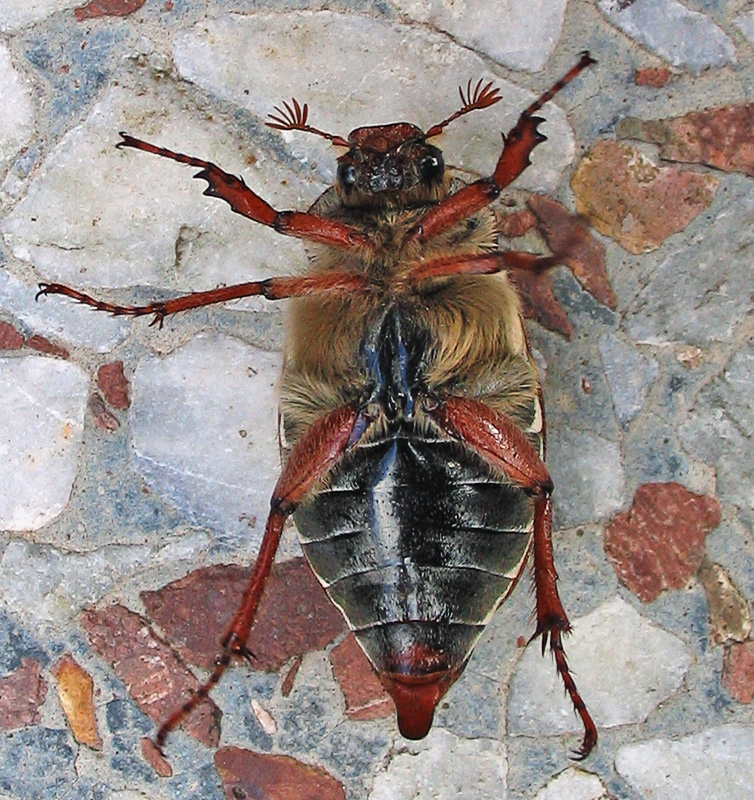
欧洲鳃金龟 Melolontha melolontha
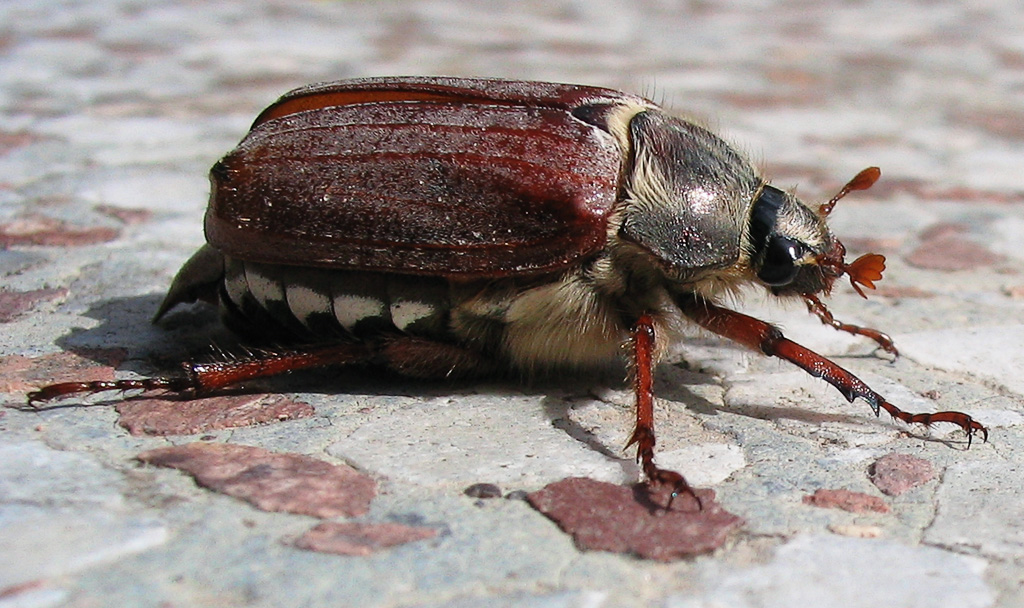
欧洲鳃金龟 Melolontha melolontha
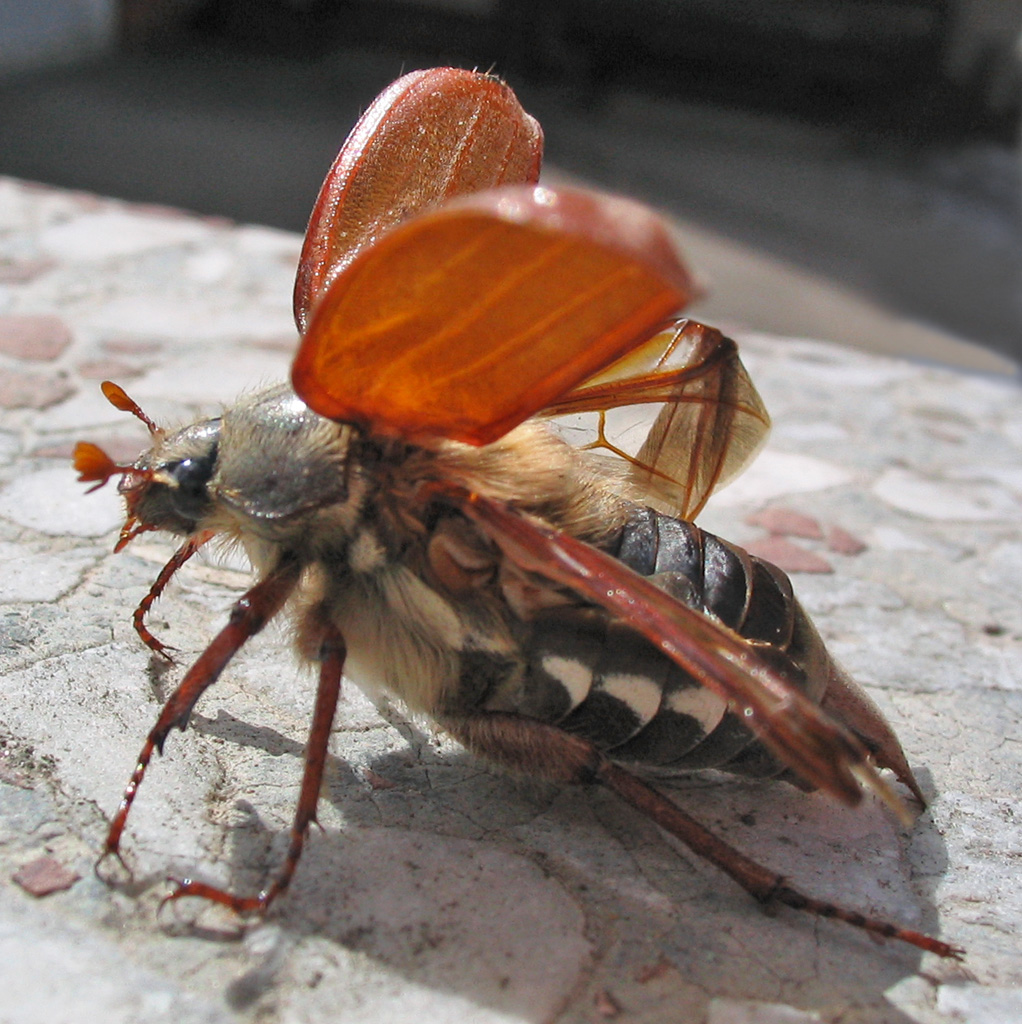
欧洲鳃金龟 Melolontha melolontha
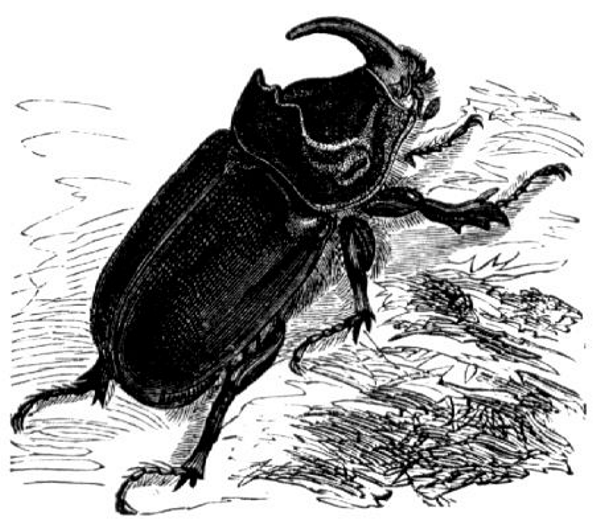
犀角金龜 Oryctes nasicornis
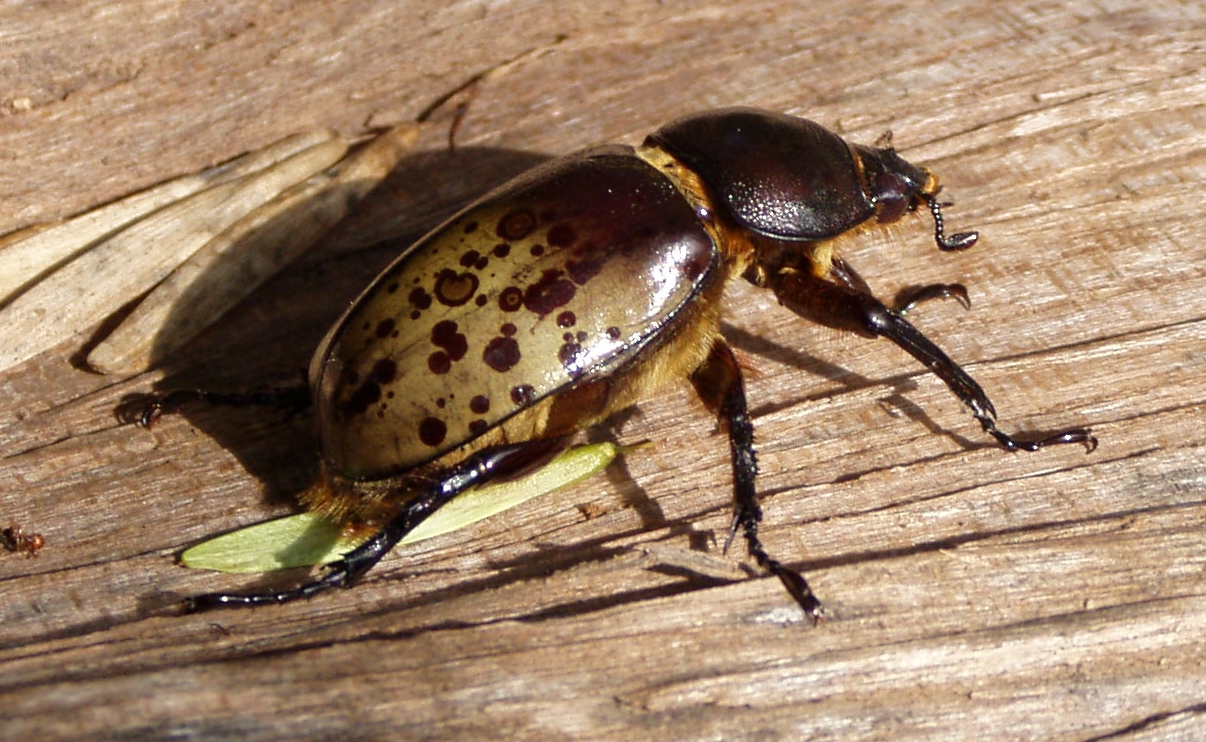
美東白兜蟲 Dynastes tityus
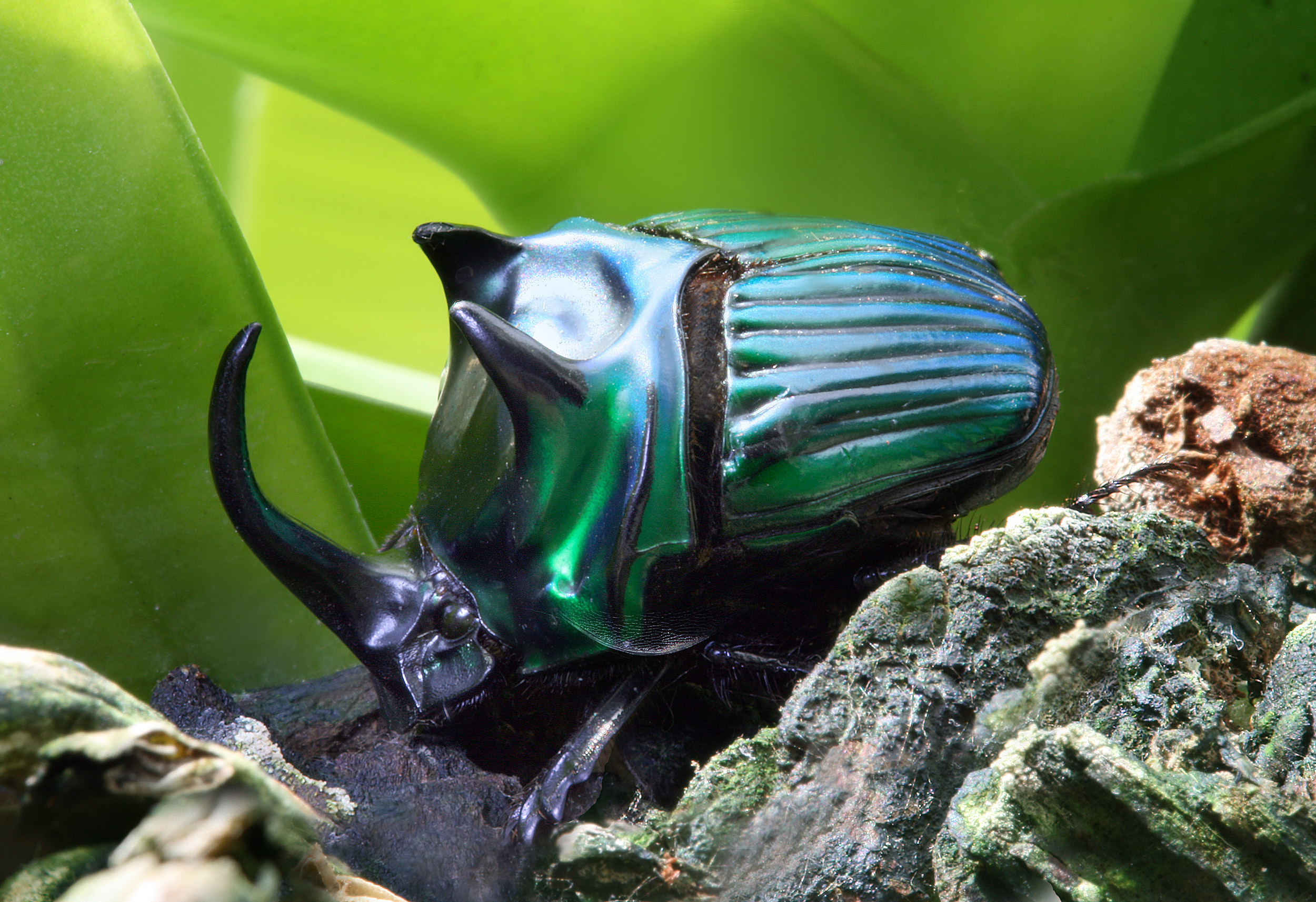
粪金龟 Oxysternon conspicillatum

## 來源
1. ↑  
Bouchard, Patrice; Bousquet, Yves; Davies, Anthony E.; Alonso-Zarazaga, Miguel A.;  et al. . ZooKeys. 2011, (88): 1–972. Bibcode:2011ZooK...88....1B. ISSN 1313-2989. PMC 3088472 . PMID 21594053. doi:10.3897/zookeys.88.807 .
2. ↑  
Dietz, Lars; Seidel, Matthias; Eberle, Jonas; Misof, Bernhard;  et al. . Systematic Entomology. 2023, 48 (4): 672–686. Bibcode:2023SysEn..48..672D. doi:10.1111/syen.12602 .
3. ↑  . Catalogue of Life.   [2023-09-22]. （原始内容存档于2024-07-06）.

## 延伸阅读
[在维基数据编辑]
 《欽定古今圖書集成·博物彙編·禽蟲典·金龜部》，出自陈梦雷《古今圖書集成》
- 小林準治; 手塚治虫. 朱耀沂（翻譯） , 编. . 玉山社. 2004-01-03 [2004]. ISBN 986-781-944-6 （中文）.（繁體中文）